# David Kreuger
Bengt David Kreuger, född 23 februari 1967 i Risinge församling i Östergötlands län, är en svensk låtskrivare. 
Kreuger började sin karriär i Cheironstudion 1993 tills studion lades ner 2000. År 2000 bildade han och Per Magnusson A Side Productions där de fortsatte skriva och producera för svenska och utländska artister.
Tillsammans med Fredrik Kempe och Hamed Pirouzpanah skrev han vinnarlåten Undo som med Sanna Nielsen vid mikrofonen tog hem segern i svenska melodifestivalen 2014.

## Melodifestivalbidrag
| MF   | Låt                     | Artist               | Text/musik                                                                               | Anmärkning                |
| ---- | ----------------------- | -------------------- | ---------------------------------------------------------------------------------------- | ------------------------- |
| 2012 | "Youngblood"            | Youngblood           | Fredrik Kempe (t/m), David Kreuger (t/m)                                                 | 6:e plats (andra chansen) |
| 2014 | "Undo"                  | Sanna Nielsen        | Fredrik Kempe (t/m), David Kreuger (t/m), Hamed Pirouzpanah (t/m)                        | Vinnare                   |
| 2014 | "Blame It on the Disco" | Alcazar              | Hamed Pirouzpanah (t/m), Fredrik Kempe (t/m), David Kreuger (t/m)                        | 3:e plats                 |
| 2014 | "Yes We Can"            | Oscar Zia            | Fredrik Kempe (t/m), David Kreuger (t/m), Hamed Pirouzpanah (t/m)                        | 8:e plats                 |
| 2015 | "Sting"                 | Eric Saade           | Sam Arash Fahmi (t/m), Fredrik Kempe (t/m), David Kreuger (t/m), Hamed Pirouzpanah (t/m) | 5:e plats                 |
| 2015 | "I see you"             | Kristin Amparo       | Kristin Amparo (t/m), Fredrik Kempe (t/m), David Kreuger (t/m)                           | 5:e plats (andra chansen) |
| 2016 | "Bada nakna"            | Samir & Viktor       | Fredrik Kempe, David Kreuger, Anderz Wrethov                                             | 12:e plats                |
| 2017 | "I can´t go on"         | Robin Bengtsson      | David Kreuger, Hamed Pirouzpanah, Robin Stjernberg                                       | Vinnare                   |
| 2018 | "Party Voice"           | Jessica Andersson    | Fredrik Kempe, David Kreuger, Niklas Carson Mattsson, Jessica Andersson                  | 11:e plats                |
| 2018 | "Fuldans"               | Rolandz              | Fredrik Kempe, David Kreuger, Robert Gustafsson, Regina Hedman                           | 10:e plats                |
| 2019 | "Norrsken" (Goeksegh)   | Jon Henrik Fjällgren | Fredrik Kempe, David Kreuger, Niklas Carson Mattsson, Jon Henrik Fjällgren               | 4:e plats                 |